# ハシナガチョウチョウウオ
ハシナガチョウチョウウオ（嘴長蝶々魚、学名：Chelmon rostratus）は、スズキ目チョウチョウウオ科に属する魚類の一種。種小名も和名も「吻が長い」ことに由来する。愛好家間の愛称は、「チェルモン」。

## 形態
- 全長は約20cm[1]。
- シルバー地に5本の鮮やかなオレンジ色の帯がある。（その内の1本は目を通る。）
- 背鰭に大きな黒い点がある。
- 尾鰭基部に黒い帯がある。
- フエヤッコダイほどではないが長い吻を持つ。

よく似た種

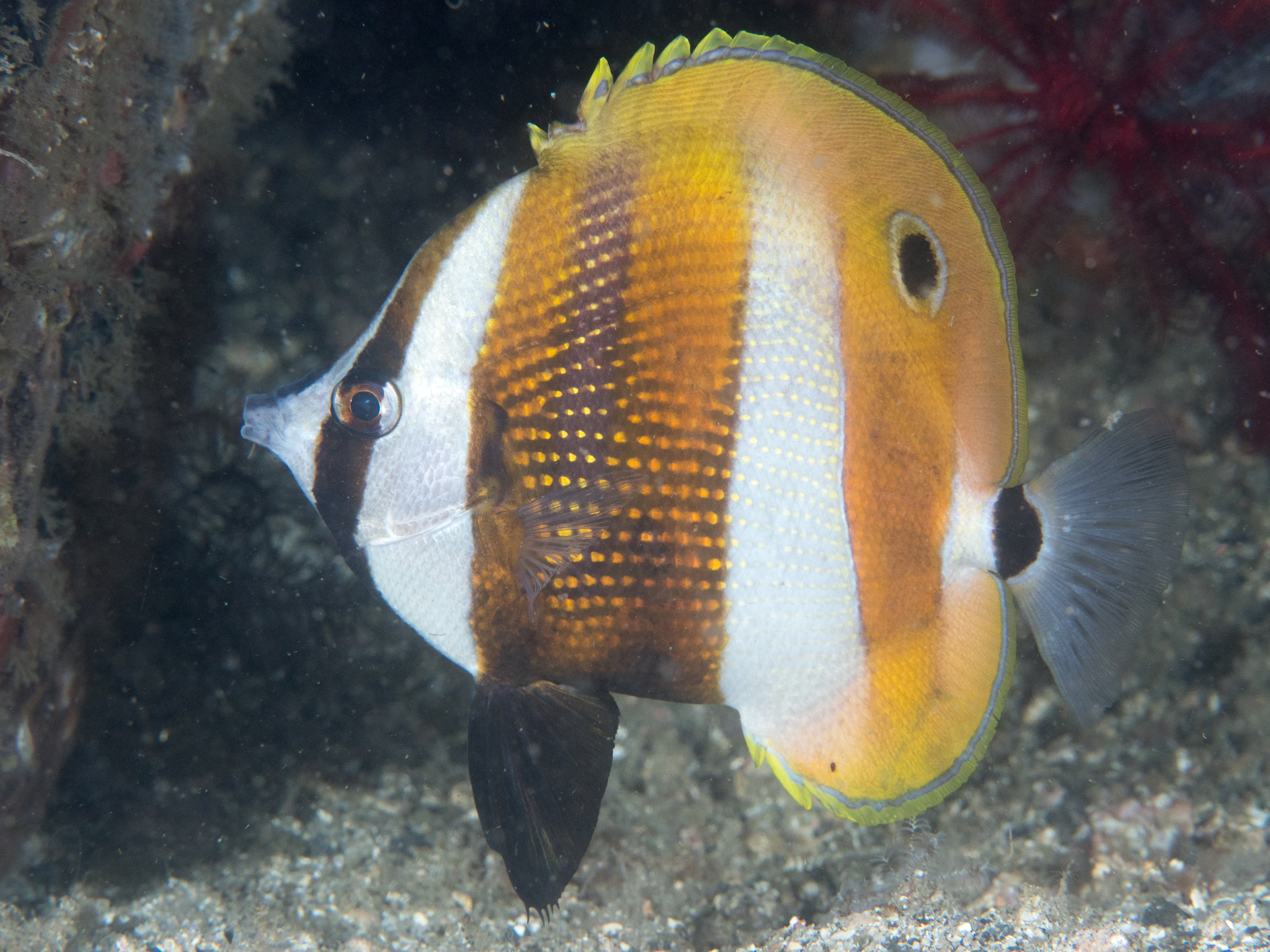
キスジゲンロクダイ

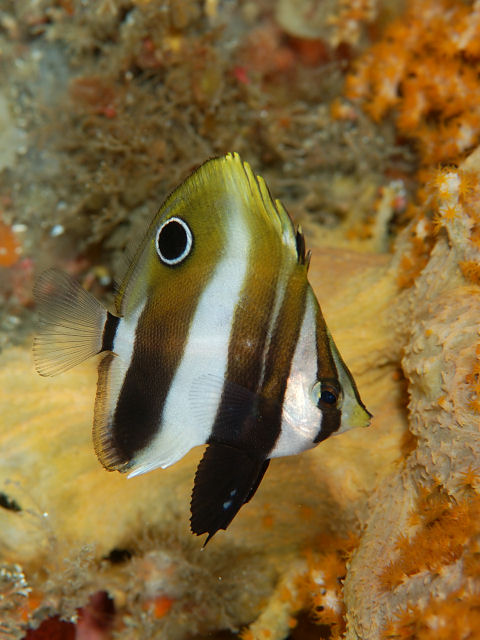
タキゲンロクダイ

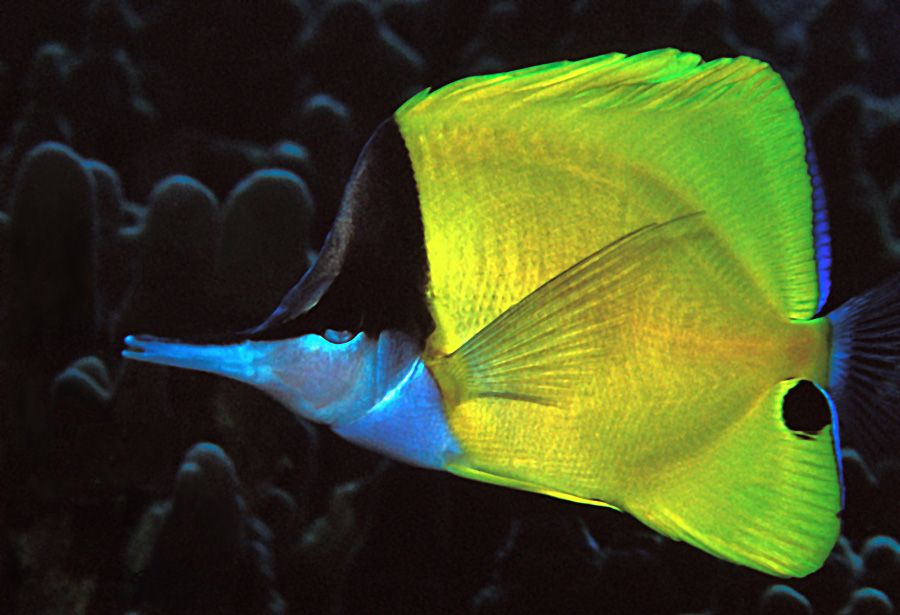
フエヤッコダイ

形や模様の入り方はタキゲンロクダイ属の「キスジゲンロクダイ」・「タキゲンロクダイ」と似ている。フエヤッコダイは形が本種と似ている。
本種とタキゲンロクダイ属の2種との相違点は、
- この2種は本種と比べて吻が短い。
- 「キスジゲンロクダイ」は本種と比べて丸みを帯びた形状で、茶色の帯が目のところに1本、明るい茶色い帯が3本、背びれに小さな黒い点、尾鰭基部に黒い帯か点がある。
- 「タキゲンロクダイ」は本種と酷似した形状だが、帯の色はいずれも黄色から茶色のグラデーションが入った4本。（背びれが黄色い。）尾鰭基部には黒い帯がある。幼魚には背びれに大きな黒い点がある。しかし、詳細に観察しないと本種との区別は難しい。

## 生態
水深3-20ｍのサンゴ礁や岩礁域に生息し、主に小型甲殻類を捕食する雑食性。本種の吻は岩やサンゴの隙間に棲む生物を食べることに適応したものと考えられる。水の澄んだところやゴロタ石の海底は好まない。

## 分布
西部太平洋、東部インド洋の熱帯域に生息し、フィリピンや東南アジアでは普通種である。日本国内にはあまり多くない。

## 人とのかかわり
観賞魚として古くから流通している。また、この風貌と鮮やかな色彩から人気があり、水族館やペットショップなどで目にすることも多い。ただし、人工配合飼料に慣れることがなく、餌付けは難しい。